# Instituto para el Estudio de la Guerra
El Instituto para el Estudio de la Guerra (en inglés, Institute for the Study of War; abreviado, ISW) es un think tank de Estados Unidos fundado en 2007 por la historiadora militar Kimberly Kagan. Esta organización sin ánimo de lucro tiene su sede central en Washington, D.C. y sus recursos provienen de subvenciones y contribuciones de la industria contratista de defensa, como Raytheon, General Dynamics, DynCorp y otros. El ISW ha elaborado informes de investigación y análisis sobre temas de defensa y asuntos exteriores. Ha publicado informes sobre la guerra civil siria, la guerra en Afganistán y la guerra de Irak,. El instituto actualmente [¿cuándo?] publica informes diarios sobre la invasión rusa de Ucrania, así como las protestas por la muerte de Mahsa Amini en Irán.
ISW se fundó en respuesta al estancamiento estadounidense en las guerras de Irak y Afganistán, con financiación de empresas de armamento. Según su sitio web, el ISW tiene como objetivo principal proporcionar «análisis en tiempo real, independiente del gobierno y de código abierto de las operaciones militares en curso y los ataques de los insurgentes».Sus detractores lo consideran una organización de sesgo neoconservador que influye en los políticos y la opinión pública estadounidenses para favorecer las opciones más beligerantes de política exterior.

## Orientación ideológica

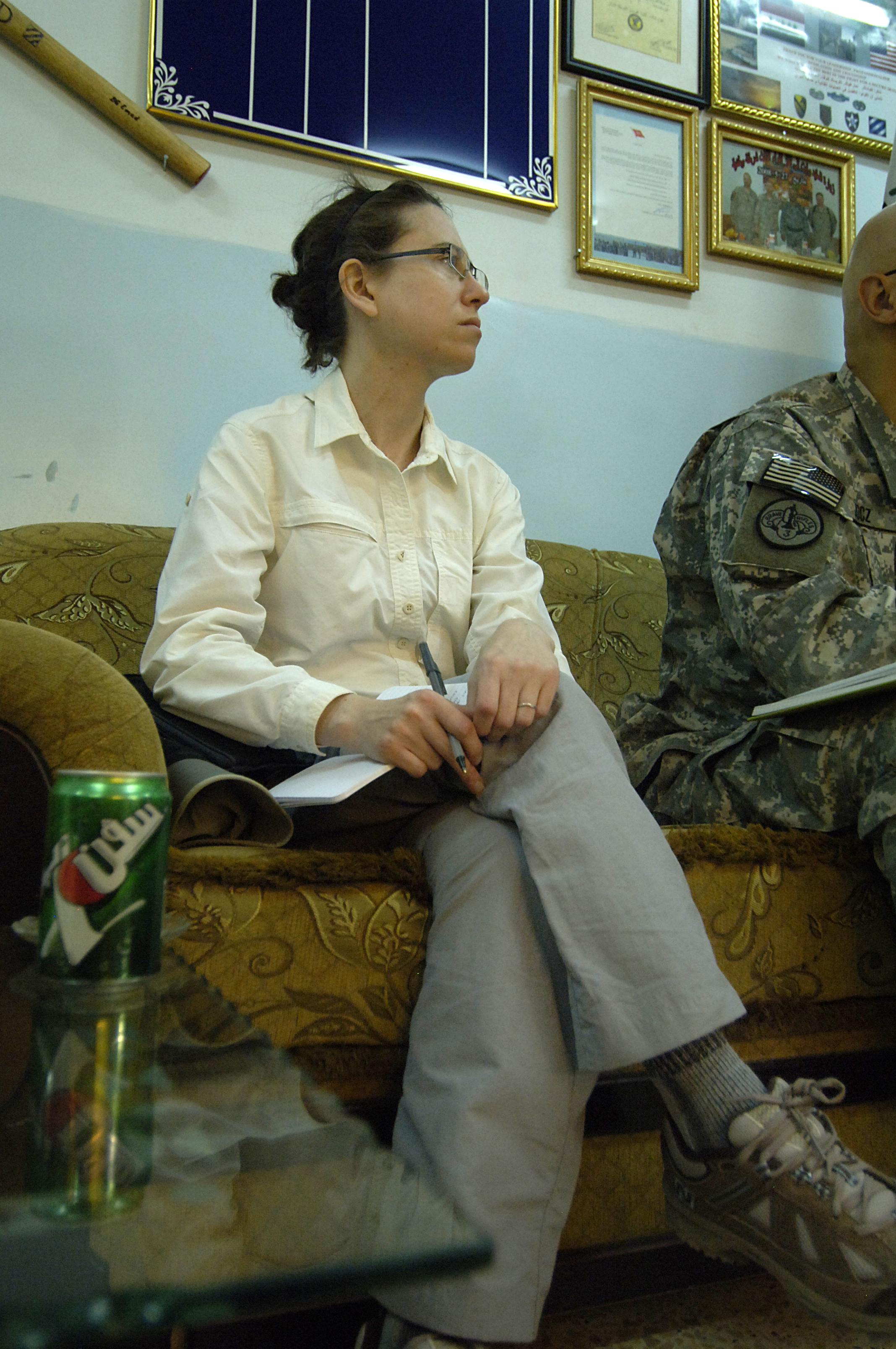
Kimberly Kagan en Irak, 2008

Si bien el ISW se autodefine como "no partidista", otros lo califican de "grupo de halcones de Washington" que empujan a una "política exterior agresiva".
Así, el ISW y su presidenta Kimberly Kagan promovieron la invasión estadounidense de Irak y asesoraron al alto mando estadounidense durante la guerra de Afganistán.El marido de Kimberly Kagan, Frederick Kagan, es sobrino de Robert Kagan, un conocido "halcón" a favor de dichas guerras.
Durante la guerra de Ucrania, los informes del ISW tendieron sistemáticamente a maximizar los éxitos ucranianos y minimizar los rusos.Victoria Nuland, una de las mayores artífices de la política estadounidense hacia Ucrania y Rusia, es la esposa de Robert Kagan y por tanto tía política de la fundadora y presidente del ISW.

## Proyectos

### Proyecto de Afganistán
Según el ISW su Proyecto de Afganistán analiza y monitorea la efectividad de las operaciones de Afganistán y de la Coalición para cortar las redes del enemigo y asegurar la seguridad de la población, y ha evaluado los resultados de las elecciones presidenciales de 2010 en Afganistán.[cita requerida]
Se centra en entender la dinámica de los principales grupos enemigos de EEUU en Afganistán; en particular, el Quetta Shura talibán, la Red Haqqani y Hezbi Islami Gulbuddin (facción de Hezbi Islami).[cita requerida]
Kimberly Kagan y su marido, Frederick Kagan, trabajaron gratuitamente para el comandante en jefe de EEUU en Afganistán, el general David Petraeus. que les dio acceso máximo a información clasificada. En la actualidad, Petraeus forma parte del consejo de administración del ISW.

### Proyecto de Irak
El Proyecto de Irak monitorea y analiza las cambiantes dinámicas políticas y de seguridad dentro de Irak. Ha coproducido The Surg: the untold story, sobre el aumento de tropas en Irak en 2007 y 2008, con testimonio de comandantes y diplomáticos de Estados Unidos, así como de la población iraquí. Incluye a los generales estadounidenses Jack Keane, David Petraeus y Raymond Odierno, y al general iraquí Nasier Abadi.[cita requerida]
Desde el final de las operaciones militares en Irak y de la retirada de las fuerzas estadounidenses, el Instituto centra su investigación en la seguridad y la dinámica política que se está produciendo.[cita requerida]

### Proyecto de seguridad de Oriente Medio
El Proyecto de Seguridad de Oriente Medio se inició en noviembre de 2011. Busca estudiar los retos de seguridad nacionales y las oportunidades que emergen del golfo Pérsico y el mundo árabe para identificar la creciente influencia de Irán y evaluar las respuestas de Estados Unidos y los estados árabes para dirigir estos cambios. Tras realizar unos informes sobre Libia, sus análisis se centran en Siria e Irán.

#### Libia
El instituto hizo cuatro reportajes sobre el conflicto en Libia que derrocó a Muamar el Gadafi entre septiembre y diciembre de 2011. Se tituló La revolución libia; cada una de las cuatro partes se centraba en una etapa de la revolución.[cita requerida]

#### Siria
El instituto ha hecho una crónica de la lucha en Siria contra el presidente Bashar al-Ásad a través de cuatro informes: La lucha por Siria en 2011, La oposición armada de Siria, La oposición política de Siria y La madurez de la insurgencia de Siria. La autora de La oposición política de Siria, Elizabeth O'Bagy, fue despedida del Instituto poco tiempo después al publicarse que no poseía el doctorado de la Universidad de Georgetown que figuraba en su currículum y que ocultaba haber actuado como grupo de presión para que se pudiese armar a los rebeldes sirios.

#### Irán
El instituto ha hecho informes sobre el estado del ejército iraní y la influencia de Irán en la región: Las dos armadas de Irán y La influencia iraní en el Levante, Egipto, Iraq y Afganistán.